# Đông Phước, Cần Thơ
Đông Phước là một xã thuộc thành phố Cần Thơ, Việt Nam.

## Địa lý
Xã Đông Phước có vị trí địa lý:
- Phía đông giáp xã Châu Thành
- Phía tây giáp xã Thạnh Hòa và xã Thạnh Xuân
- Phía nam giáp xã Phú Hữu
- Phía bắc giáp phường Cái Răng.

Xã Đông Phước có diện tích 40 km², dân số năm 2024 là 40.105 người, mật độ dân số đạt 1.002 người/km².

## Lịch sử
Sau năm 1975, thành lập xã Đông Thạnh thuộc huyện Châu Thành trên cơ sở xã Thường Thạnh và Thường Thạnh Đông.
Ngày 20 tháng 9 năm 1975, Bộ Chính trị ban hành Nghị quyết số 245-NQ/TW về việc hợp nhất tỉnh Cần Thơ (ngoại trừ huyện Thốt Nốt), tỉnh Sóc Trăng, tỉnh Trà Vinh, tỉnh Vĩnh Long thành một tỉnh, tên gọi tỉnh mới cùng với nơi đặt tỉnh lỵ sẽ do địa phương đề nghị lên.
Ngày 20 tháng 12 năm 1975, Bộ Chính trị ban hành Nghị quyết số 19/NQ về việc hợp nhất tỉnh Cần Thơ (bao gồm cả huyện Thốt Nốt của tỉnh Long Xuyên), tỉnh Sóc Trăng thành một tỉnh mới, tên gọi tỉnh mới cùng với nơi đặt tỉnh lỵ sẽ do địa phương đề nghị lên.
Ngày 24 tháng 2 năm 1976, Chính phủ Cách mạng lâm thời Cộng hòa miền Nam Việt Nam ban hành Nghị định số 3/NQ/1976 về việc hợp nhất tỉnh Cần Thơ, tỉnh Sóc Trăng và thành phố Cần Thơ thành một tỉnh mới, lấy tên là tỉnh Hậu Giang.
Ngày 26 tháng 12 năm 1991, Quốc hội ban hành Nghị quyết về việc chia tỉnh Hậu Giang thành tỉnh Cần Thơ và tỉnh Sóc Trăng.
Ngày 6 tháng 11 năm 2000, Chính phủ ban hành Nghị định số 64/2000/NĐ-CP về việc:
- Tái lập huyện Châu Thành A thuộc tỉnh Cần Thơ.
- Chuyển xã Tân Phú Thạnh thuộc huyện Châu Thành về huyện Châu Thành A mới thành lập quản lý.
- Xã Đông Thạnh và xã Phú An thuộc huyện Châu Thành.

Ngày 10 tháng 7 năm 2001, Chính phủ ban hành Nghị định số 37/2001/NĐ-CP về việc thành lập xã xã Đông Phước A thuộc huyện Châu Thành A trên cơ sở 2.258 ha diện tích tự nhiên và 9.290 nhân khẩu của xã Đông Phước.
Ngày 26 tháng 11 năm 2003, Quốc hội ban hành Nghị quyết số 22/2003/QH11 về việc:
- Chia tỉnh Cần Thơ thành thành phố Cần Thơ trực thuộc trung ương và tỉnh Hậu Giang.
- Chuyển các ấp Thạnh Huề, Thạnh Mỹ, Thạnh Thắng, Yên Hạ; 176 ha diện tích tự nhiên và quy mô dân số là 2.216 người của ấp Phú Quới thuộc xã Đông Thạnh thuộc huyện Châu Thành, tỉnh Cần Thơ vào thành phố Cần Thơ.
- Chuyển các ấp Thạnh Hóa, Thạnh Hưng, Thạnh Thuận, An Hưng, Thạnh Phú, Phú Khánh, Khánh Bình; 254,19 ha diện tích tự nhiên và quy mô dân số là 1.806 người của ấp Phú Hưng thuộc xã Phú An, huyện Châu Thành, tỉnh Cần Thơ vào thành phố Cần Thơ.
- Chuyển ấp Tân Thạnh Đông; 84,7 ha diện tích tự nhiên và quy mô dân số là 640 người của ấp Tân Thạnh Tây thuộc xã Tân Phú Thạnh, huyện Châu Thành A, tỉnh Cần Thơ vào vào thành phố Cần Thơ.
- Phần còn lại của các xã Đông Thạnh, Phú An thuộc huyện Châu Thành, tỉnh Hậu Giang.
- Phần còn lại của xã Tân Phú Thạnh thuộc huyện Châu Thành A, tỉnh Hậu Giang.

Ngày 2 tháng 1 năm 2004, Chính phủ ban hành:
- Nghị định số 05/2004/NĐ-CP[10] về việc:
  - Thành lập phường Thường Thạnh thuộc quận Cái Răng, thành phố Cần Thơ trên cơ sở 1.035,81 ha diện tích tự nhiên và 10.431 nhân khẩu của xã Đông Thạnh thuộc huyện Châu Thành.
  - Thành lập phường Tân Phú thuộc quận Cái Răng, thành phố Cần Thơ trên cơ sở 806,66 ha diện tích tự nhiên và 6.386 nhân khẩu của xã Đông Phú thuộc huyện Châu Thành.
  - Thành lập phường Phú Thứ thuộc quận Cái Răng, thành phố Cần Thơ trên cơ sở 2.013,29 ha diện tích tự nhiên và 12.781 nhân khẩu của xã Phú An thuộc huyện Châu Thành.
- Nghị định số 06/2004/NĐ-CP[11] về việc sau khi điều chỉnh:
  - Xã Đông Thạnh thuộc huyện Châu Thành A, tỉnh Hậu Giang có 1.181,71 ha diện tích tự nhiên và 9.153 nhân khẩu.
  - Xã Phú An thuộc huyện Châu Thành A, tỉnh Hậu Giang có 814,94 ha diện tích tự nhiên và 4.116 nhân khẩu.

Ngày 8 tháng 3 năm 2007, Chính phủ ban hành Nghị định số 34/2007/NĐ-CP về việc thành lập thị trấn Cái Tắc – thị trấn huyện lỵ của huyện Châu Thành A trên cơ sở điều chỉnh 1.050,15 ha diện tích tự nhiên và 11.140 nhân khẩu của xã Tân Phú Thạnh.
Ngày 11 tháng 7 năm 2019, HĐND tỉnh Hậu Giang ban hành Nghị quyết số 11/2019/NQ-HĐND về việc:
- Sáp nhập ấp Hưng Thạnh thuộc xã Đông Phước A vào ấp Phước Hưng.
- Sáp nhập ấp Phú Quới thuộc xã Đông Thạnh vào ấp Thạnh Thới.

Ngày 10 tháng 1 năm 2020, Ủy ban Thường vụ Quốc hội ban hành Nghị quyết số 869/NQ-UBTVQH14 về việc sắp xếp các đơn vị hành chính cấp huyện, cấp xã thuộc tỉnh Hậu Giang (nghị quyết có hiệu lực từ ngày 1 tháng 2 năm 2020). Theo đó:
- Sáp nhập 3,69 km² diện tích tự nhiên và 1.030 người của xã Phú An vừa giải thể vào thị trấn Ngã Sáu.
- Sáp nhập 4,23 km² diện tích tự nhiên và quy mô dân số là 2.602 người còn lại của xã Phú An vào xã Đông Thạnh.

Sau khi điều chỉnh địa giới hành chính, xã Đông Thạnh có 15,72 km² diện tích tự nhiên và quy mô dân số 11.474 người.
Tính đến ngày 31/12/2024:
- Thị trấn Cái Tắc có 6 ấp: Tân Phú, Tân Phú A, Tân An, Long An, Long An A, Long An B.
- Xã Đông Phước A có 8 ấp: Long Lợi, Long Lợi A, Phước Hòa, Phước Hòa A, Phước Hưng, Phước Long, Tân Long, Tân Thuận.
- Xã Đông Thạnh có 9 ấp: Đông Thuận, Khánh An, Khánh Hội A, Khánh Hội B, Phước Thạnh, Phước Tiến, Thạnh Long, Thạnh Thới, Thạnh Thuận.

Ngày 12 tháng 6 năm 2025, Quốc hội ban hành Nghị quyết số 202/2025/QH15 về việc sắp xếp đơn vị hành chính cấp tỉnh (nghị quyết có hiệu lực từ ngày 12 tháng 6 năm 2025). Theo đó, sáp nhập tỉnh Hậu Giang và tỉnh Sóc Trăng vào thành phố Cần Thơ.
Ngày 16 tháng 6 năm 2025:
- Quốc hội ban hành Nghị quyết số 203/2025/QH15[16] về việc Sửa đổi, bổ sung một số điều của Hiến pháp nước Cộng hòa xã hội chủ nghĩa Việt Nam. Theo đó, kết thúc hoạt động của đơn vị hành chính cấp huyện trong cả nước từ ngày 1 tháng 7 năm 2025.
- Ủy ban Thường vụ Quốc hội ban hành Nghị quyết số 1668/NQ-UBTVQH15[1] về việc sắp xếp các đơn vị hành chính cấp xã của thành phố Cần Thơ năm 2025 (nghị quyết có hiệu lực từ ngày 16 tháng 6 năm 2025). Theo đó, thành lập xã Đông Phước thuộc thành phố Cần Thơ trên cơ sở toàn bộ 7,39 km² diện tích tự nhiên, quy mô dân số là 12.920 người của thị trấn Cái Tắc thuộc huyện Châu Thành A; toàn bộ 16,61 km² diện tích tự nhiên, quy mô dân số là 14.472 người của xã Đông Thạnh và toàn bộ 16 km² diện tích tự nhiên, quy mô dân số là 12.713 người của xã Đông Phước A thuộc huyện Châu Thành, tỉnh Hậu Giang.

Xã Đông Phước có 40,00 km² diện tích tự nhiên và quy mô dân số là 40.105 người.